# Nierenschwelle
Als Nierenschwelle bezeichnet man die maximale Rückresorptionskapazität der Niere für eine bestimmte Substanz (z. B. Glucose). Glucose wird in der Niere erst einmal frei in den Primärharn filtriert. Im weiteren Verlauf wird unter normalen Bedingungen aber Glucose von der Niere aus dem Primärharn wieder rückresorbiert, sodass beim Gesunden im Urin keine Glucose enthalten ist.
Erst wenn der Blutzucker, etwa bei einem Diabetes mellitus, beim Menschen über ca. 180 mg/dl (entspricht 10 mmol/l) ansteigt, kann Glucose nicht mehr vollständig rückresorbiert werden und tritt in den Urin über (Glukosurie). Dieser Umstand spiegelt sich auch im Namen Diabetes mellitus („honigsüßer Durchfluss“) wider. Bei Haushunden liegt die Nierenschwelle ebenfalls bei 180 mg/dl, bei Hauskatzen dagegen mit über 250 mg/dl (> 13,8 mmol/l) deutlich höher.
Die Blutzuckerkonzentration, bei der die Zuckerausscheidung mit dem Urin beginnt, nennt man Nierenschwelle. Sie ist bei jedem Mensch unterschiedlich und kann sich im Laufe des Lebens verändern. So ist sie z. B. in der Schwangerschaft und bei Kindern niedriger, während sie im höheren Lebensalter ansteigt. Auch Medikamente können die Nierenschwelle beeinflussen.